# Jackie és Ryan
A Jackie és Ryan (eredeti cím: Jackie & Ryan) 2014-ben bemutatott amerikai romantikus filmdráma, amelyet Ami Canaan Mann írt és rendezett. A főbb szerepekben Katherine Heigl és Ben Barnes látható.
Amerikában 2015. július 3-án mutatta be korlátozott számú moziban az Entertainment One.

## Cselekmény
A hajléktalan utcazenész Ryan Brenner lehetőséget kap arra, hogy felvegye zenéjét egy barátja portlandi stúdiójában. Átutazóban szeretné meglátogatni barátját, „Cowboyt”, de Virgina nevű feleségétől megtudja, Cowboy ismét átutazóban van és zenélni készül. Amikor Ryan tovább akar utazni, találkozik Jackie Laurel egykori énekesnővel, akit elüt egy autó. Az autó sofőrjével együtt Ryan hazaviszi Jackie-t az édesanyjához, Miriamhoz, ahol a férjétől való különválása óta él. Jackie hálából meghívja őt vacsorára az anyjával és annak lányával, Liával. Összebarátkoznak, majd Jackie felajánlja neki, hogy nála töltheti az éjszakát, amit Ryan örömmel elfogad.
Másnap Ryan felfedezi Miriam házának beázó tetőszerkezetét, és úgy dönt, tovább marad, hogy megjavítsa. Közben Jackie készül a felügyeleti joggal kapcsolatos perre a férjével, aki be akarja perelni Lia kizárólagos felügyeleti jogát. Hogy megengedhesse magának az ügyvédet, zálogba adja az ékszereit, és úgy dönt, eladja New York-i lakását.
Jackie és Ryan Miriammal és Liával együtt részt vesznek egy zenei rendezvényen, ahol Jackie a lányával lép fel. A fellépés után Jackie és Ryan egyre közelebb kerülnek egymáshoz.
Ryan megtudja, hogy barátja, „Cowboy” elhunyt. A temetés után úgy dönt, folytatja útját. Jackie egy új gitárt ad neki búcsúajándékba. Ryan eléri úti célját, és a stúdióban felveszi a zenéjét, köztük egy dalt, amelyet Jackie-ről írt. Ezután visszatér a nőhöz, és ők ketten egy pár lesznek.

## Szereplők
| Szerep          | Színész         | Magyar hang     |
| --------------- | --------------- | --------------- |
| Jackie Laurel   | Katherine Heigl | Mezei Kitty     |
| Ryan Brenner    | Ben Barnes      | Fehér Tibor     |
| Virginia        | Clea DuVall     | Zsigmond Tamara |
| Miriam          | Sheryl Lee      |                 |
| Lia             | Emily Alyn Lind |                 |
| Cowboy testvére | Ryan Bingham    |                 |

## A film készítése
A forgatás 2014-ben zajlott Utahban. A filmet 20 nap alatt forgatták le.

## Bemutató
A Jackie és Ryan a 71. Velencei Nemzetközi Filmfesztivál Horizons szekciójában került bemutatásra 2014. augusztus 30-án. 2015. április 25-én a Newport Beach-i Nemzetközi Filmfesztiválon is levetítették. A film forgalmazási jogait később az Entertainment One szerezte meg, és 2015. július 3-án került az Egyesült Államokban korlátozott számban és Video on Demand formában kiadásra.